# Ekonomija
Ekonomíja (grško οικο: oiko - hiša + νομός: nomós - zakoni, pravila) je družbena veda o upravljanju razpoložljivih sredstev glede na njihovo donosnost. Je znanost, ki se ukvarja z izdelavo, distribucijo in potrošnjo blaga. Konkretno preučuje izbiro odločitev pri uporabi danih materialnih sredstev za dosego želenih ciljev. Glavni načini optimalizacije razmerja med razpoložljivimi sredstvi in dosegljivimi cilji so:
- povečanje razpoložljivih sredstev (trgovina, proizvodnja, ...),
- optimalno izkoriščanje razpoložljivih sredstev (varčevanje, tehnološka inovacija, ...),
- povečanje donosnosti (distribucija, reklama, ...)

Zgodnja uporaba ekonomije je bila namenjena predvsem gospodinjstvu, torej upravljanju sredstev in ljudi za kvalitetno preskrbo. Kot takšna je bila tesno povezana z družinsko ureditvijo. 
Ekonomija z uvedbo države postane povezana z vladanjem večjim skupinam ljudi, tako postanejo pomembni davki, pristojbine in delitve dela. Davčenje prebivalstva zgodaj bilo olajšano s svetostjo vladajočega ali vsaj njegovim aparatom ustrahovanja. Gospodarstvo pa je bilo močno povezano s tehnologijami in naravnimi danostmi. 

## Vsakdanja raba besede
Nekateri od zgornjih pojmov so toliko pomembni, da so v vsakdanji govorici s časom prevzeli pomen same besede ekonomija, ki se danes lahko uporablja tudi na primer:
- za upravljanje proizvodnje (državna ekonomija = nadzor proizvodnje)
- za smotrno varčevanje sploh (ekonomičnost = skromna poraba)
- za gmotno korist (ekonomski dejavnik = najdonosnejši dejavnik)

Vsem različnim pomenom besede je vsekakor lasten osnoven pojem upravljanje. Zato se izraz ekonomija uporablja na primer tudi v zvezah ekonomija besede za jedrnatost, ali ekonomija podatkov za statistiko, ali družinska ekonomija za porabo denarja v gospodinjstvu, pa tudi v neštetih drugih slučajih.

## Primerjava izrazov
Zanimiva je primerjava izrazov politična ekonomija in ekonomska politika, prav zaradi različnih pomenov, ki jih lahko imata besedi ekonomija in politika. Tako je politična ekonomija veda, ki s pomočjo matematičnih vzorcev in statistike obravnava zgodovinske teorije o ekonomiji, a se ne spušča v njih preučevanje. Ekonomska politika pa preučuje vpliv javnih in privatnih posegov v gospodarstvo, in sicer z izrecnim namenom, da stanje izboljša. Lahko bi rekli, da politična ekonomija predstavi obstoječe stanje, ekonomska politika pa predlaga poteze za dosego želenega stanja.
Ekonomija velja za znanost gospodarjenja. Z uporabo matematike in različnih ekonomskih modelov prikazuje in dokazuje racionalno uporabo sredstev s katerimi razpolaga gospodarstvo, podjetnik ali korporacija. Pri uporabi ekonomskih zakonitosti je gospodarstvenik omejen s pravom, naravnimi danostmi in tehnologijami. Poznavanje znanstvenih odkritij na tem področju olajša pravni znanosti in gospodarstvu, da sprejemajo najbolj racionalne odločitve in tako ohranjajo gospodarstvo zdravo z omejevanjem gospodarskih kriz.
Ekonomija je ena vej znanosti, ki pridobiva na pomenu zaradi globalizma in povezovanja različnih gospodarskih sistemov. Raznolikost državnih ureditev in vladavin lahko pomembno vplivajo na tržne zakonitosti, čemur nasprotujejo različne ureditve glede na njihove šibkosti. Nobelova nagrada s področja ekonomije je pomembno dvignila pomen ekonomije med znanstveniki. 